# Дечембрио, Анджело
Анджело Камилло Дечембрио (итал. Angelo Camillo Decembrio, около 1415 — после 1465) — итальянский дипломат, писатель-гуманист и переводчик периода Ренессанса.
Сын гуманиста Уберто Дечембрио. Младший брат Пьера Кандидо (1399—1477), одного из самых выдающихся гуманистов XV века .
Служил при дворе миланских герцогов Сфорца и исполнял их дипломатические поручения. Некоторое время жил в Милане и Ферраре, с 1450 — в Неаполе. В 1458 отправился в Испанию.
Из его произведений наиболее известно первое критическое издание XV века — «De politiæ litterariæ» (напечатано в 1540), как источник для характеристики современных ученых и литературных приёмов. Большая работа, которая, с одной стороны, реконструирует интеллектуальную обстановку того времени, особенно в Ферраре, с другой стороны, освещает, в целом, гуманистическую мысль XV века.